# Leigh Jaynes
Leigh Jaynes-Provisor (ur. 12 stycznia 1980) – amerykańska zapaśniczka startująca w stylu wolnym. Brązowa medalistka mistrzostw świata w 2015 i siódma w 2014. Trzecia na mistrzostwach panamerykańskich w 2016. Druga w Pucharze Świata w 2012 i czwarta w 2009 roku.